# 31716 Matoonder
31716 Matoonder è un asteroide della fascia principale. Scoperto nel 1999, presenta un'orbita caratterizzata da un semiasse maggiore pari a 3,0403570 UA e da un'eccentricità di 0,1520036, inclinata di 3,45561° rispetto all'eclittica.